# Mūrīān-e Şaleḩābād
Mūrīān-e Şaleḩābād (persiska: موریان صالح آباد, Mūrīān) är en ort i Iran.   Den ligger i provinsen Kermanshah, i den västra delen av landet, 400 km väster om huvudstaden Teheran. Mūrīān-e Şaleḩābād ligger 1 298 meter över havet och antalet invånare är 297.
Terrängen runt Mūrīān-e Şaleḩābād är platt åt nordost, men åt sydväst är den kuperad. Runt Mūrīān-e Şaleḩābād är det ganska tätbefolkat, med 185 invånare per kvadratkilometer. Närmaste större samhälle är Kahrīz, 16,5 km nordväst om Mūrīān-e Şaleḩābād. Trakten runt Mūrīān-e Şaleḩābād består till största delen av jordbruksmark.